# Videobearbeitung
Mit der Videobearbeitung wird das Ziel verfolgt, bewegte Bilder zu erstellen, die sich von dem Ausgangsmaterial unterscheiden.
Als Ausgangsmaterial kommen dabei in Frage:
- Videoaufnahmen
- digitalisierte Fotos (auch eingescannte Unterlagen)
- Grafiken
- Texte
- Audioaufnahmen
- Musik

## Formate
Die ursprünglichen Videoaufnahmen können auf verschiedene Art und Weise zur Verfügung stehen:
- als analoge Bandaufnahmen auf VHS, S-VHS, VHS-C, Hi8 oder Video 8;
- als digitalisierte Aufnahmen auf DV-Band, CD, DVD; Festplatte oder Chip.

Auf dieselbe Art und Weise kann das bearbeitete Material am Ende auch wieder als fertiges Video zur Verfügung gestellt werden, also auf dem VHS-Band bis hin zum Chip im Handy.
Früher hat sich die Bearbeitung im Wesentlichen auf den linearen Schnitt beschränkt. Es wurden die verschiedenen Quellen gleichzeitig abgespielt und durch die Mischgeräte zu einem neuen Video-Band zusammengestellt („Drei-Maschinen-Schnittplatz“). Dabei waren sonstige Animationen (Übergänge) und Veränderungen (Farbe pp.) zwar möglich, hielten sich aber für den Hobbyfilmer in Grenzen.
Heute steht die Computer-gestützte, nicht-lineare Bearbeitung im Mittelpunkt, bei der alle Ausgangsmaterialien verwendet werden können. Dies ist nur mit einer entsprechenden Software möglich.
Soweit die Präsentation auf dem Fernsehbildschirm, dem Monitor oder mit dem Beamer erfolgen soll, wird hier ausschließlich das PAL-System vorausgesetzt. Inwieweit die Anwendungen in NTSC oder SECAM erfolgen können, bleibe dahingestellt.

## Stufen der Videobearbeitung

### Erfassen des Materials
Die Bearbeitung beginnt mit dem Erfassen des Materials. Dabei müssen sowohl die bewegten Bilder als auch digitalisierte Fotos, Audios und sonstigen Quellen in das Format gewandelt werden, das von der jeweiligen Software, mit der die weitere Bearbeitung erfolgen soll, akzeptiert wird (Videoformat, Audioformat).
Deshalb müssen die einzelnen Programme aufeinander abgestimmt sein, damit es nicht zu Konflikten kommt. So kann es durchaus passieren, dass in dem ausgesuchten Programm MP3-Dateien nicht verarbeitet werden können und deshalb in WAV-Dateien umgewandelt werden müssen. Und auch dabei werden manchmal nur 48 kHz (z. B. bei MPEG2 für DVD) und nicht die 44,1 kHz, wie bei VHS üblich, als Frequenz anerkannt. Ebenso kann es erforderlich sein, digitalisierte Fotos zu konvertieren, und zwar in das „richtige“ Dateiformat (z. B. vom JPEG- in das BMP-Format) und in die richtige Größe (z. B. 720 × 576 Pixel für die 4:3-TV-Wiedergabe).

### Schneiden der Clips
Bei dem nichtlinearen Videoschnitt werden unnötige Szenen, Abschnitte oder Partien einfach entfernt (z. B. unbrauchbare Werbeszenen oder misslungene Aufnahmen), in der Länge verändert, kopiert oder in der Reihenfolge neu zusammengestellt. Hierzu gehört auch das Einfügen von Fotos, Grafiken und Texten sowie das Schneiden von Musik. Dies geschieht zwar meist erst nach Fertigstellung der Bilder. Bei Musikvideos ist dies aber umgekehrt: Erst die Musik schneiden, dann die Bilder einfügen.

### Bearbeiten der Videoszenen
Die Entwicklung der Software ermöglicht es heute auch dem Hobbyfilmer immer mehr, die einzelnen Bilder bzw. Szenen zu verändern. Dies dient einmal dazu, Fehler bei der Aufnahme zu korrigieren, und zum anderen, Effekte hinzuzufügen. Hierzu gehören insbesondere folgende Veränderungen:
- Größe (Ausschnitt, Drehung, Position)
- Farbe (Art und Intensität – bis hin zum Schwarz-Weiß-Film –, Weißabgleich)
- Helligkeit
- Kontrast
- Schärfe
- Geschwindigkeit (schneller, langsamer, rückwärts)
- Spiegelung (waagerecht und senkrecht)

Szenen bearbeiten
Auch das Zusammenführen mehrerer Szenen zu einer neuen ist heute kein Problem mehr, also z. B.
- Vor einem Film, Bild oder neutralem Hintergrund andere Szenen oder Fotos einspielen (Bild im Bild, Split Screen).
- Mehrere Szenen zu einer neuen – fiktiven – zusammenführen (z. B. mehrere Explosionen eines Feuerwerks zusammenfassen, Bluebox).
- Erstellen von Spezialeffekten (Visual Effects).

Auch ist es heute möglich, auf einem digitalen Foto zu „wandern“, so dass der Eindruck einer Filmaufnahme entsteht. Entsprechendes gilt für das Hinein- und Hinauszoomen.
Textinhalte
Videos lassen sich mit Textinhalten, wie z. B. Überschriften zur Einleitung eines Filmes (Vorspann) oder zum Schluss zur Aufzählung von Beteiligten (Abspann) einbinden, wobei es zahlreiche Effekte gibt, wie farbige Schrift, Relief, Schriftarten etc.
Überblendungen
Weiterhin lassen sich mit den Programmen Übergänge oder Überblendungen einbringen, um neue Szenen und Partien aufzulockern oder Ortsveränderungen anzuzeigen.

### Tonbearbeitung
Mit Videobearbeitungs-Programmen lässt sich auch der Ton verändern: Hinzufügen von Musiktiteln oder anderen Tönen, wie Lärm, Klatschen, Echo etc. dienen dazu, bestimmte Stimmungen zu erzeugen, und können zur Untermalung von Videos benutzt werden. Außerdem kann die Lautstärke angepasst und mit dem gesprochenen Kommentar abgestimmt werden.
Auf das Schneiden soll nochmals hingewiesen werden, da es auch Software gibt, mit der man die Länge des Musikstücks an die der Videoszenen anpassen kann (beschleunigen oder verlangsamen, ohne dass man es hört).

### Ausgabe des fertigen Films
Das fertig bearbeitete Video lässt sich in einem beliebigen Videoformat speichern. Dabei haben einige Programme auch spezielle Funktionen für DVD-Authoring.

## Hardware
Für die Videobearbeitung wird ein Rechner mitsamt Komponenten gebraucht. Folgende Komponenten sind besonders wichtig: Schneller Prozessor, großer Arbeitsspeicher, ein Medien-Brenner, ausreichend Speichermedien, ein Camcorder bzw. DV-Camcorder, eine TV-Karte, eine Videoschnittkarte etc.

## Software
Software, mit der die Videobearbeitung erfolgt, findet man unter Videoschnittsoftware.